# Ян Сокол из Ламберка
Ян Сокол из Ламберка (чеш. Jan Sokol z Lamberka, ок. 1355 — 28 сентября 1410) — военачальник из Моравии, который стал известен во время внутренних споров членов Люксембургской династии и благодаря его участию в Грюнвальдской битве.

## Биография
Ян Сокол из Ламберка родился во время правления Карла IV, императора Священной Римской империи. Его отцом был Ярослав III Книницкий, который вскоре после 1360 года переехал в деревню Брезник, а в 1370 году, вероятно, построил там замок. Ярослав стал бургграфом Зноймо в 1356 году и гофмейстером Иоганна Генриха, маркграфом Моравии в 1368 году. Позже он участвовал в стычках между отдельными членами правящей люксембургской династии.
Первые достоверные упоминания о Яне Соколе относятся к 1396 году, когда он давал показания при дарении имущества своей невестке, вдове Ярослава из Ламберка. Первые сообщения о его военных действиях относятся к 1397 году. Ещё до этого года Ян Сокол вместе с Воком III Голштинским и Воком IV Голштинским разграбил поместья Оломоуцкой и Кромержижской архиепархии. Впоследствии они были отлучены от Церкви епископом Оломоуцким Микулашем из Райзенберга . После вмешательства маркграфа Йоста из Моравии и обещаний больше не использовать землю, новый епископ Ян XI Мраз отменил отлучение в 1403 году.
Ян Сокол унаследовал Ламбекский замок. Известно, что в начале своей карьеры он служил Прокопу из Моравии, но он сражался за маркграфа Йоста, когда тот захватил город Ла-ан-дер-Тайя в 1407 году, и участвовал в обороне от Леопольда IV, герцога Австрийского. Затем Ян Сокол поступил на службу к Леопольду в его конфликтах с Эрнстом, герцогом Австрийским.
К 1409 году Ян Сокол входил в свиту короля Вацлава IV. Вместе с такими людьми, как Ян Жижка, Мэтью Лидер и Рацек Кобыла, он вел партизанскую кампанию против семьи Розенбергов, врагов Вацлава. После похищения Вацлава тактика Яна Сокола в сочетании с политической властью Иоганна фон Гёрлица способствовала его освобождению. Ян Сокол был назначен губернатором провинции и причислил к врагам Генриха III Розенберга, Сигизмунда Люксембургского и Альберхта II Германского.

### Грюнвальдская битва
В 1410 году Ян Сокол помог польско-литовской коалиции против тевтонских рыцарей в Грюнвальдской битве. Вместе со Станиславом из Добра-Воды он командовал четвёртым польским георгиевским знаменем, состоявшим примерно из 1500 всадников. После победы поляков он участвовал в завоевании новых замков и стал администратором замка Радзынь-Хелминьских. После заключения первого Торуньского мира замок был возвращен тевтонским рыцарям.

### Смерть
Ян Сокол из Ламберка умер 28 сентября 1410 года после пира в Торунье, на который его пригласил польский король Владислав II Ягайло. Причиной смерти якобы стала неправильно приготовленная рыба, но есть предположение, что он был намеренно отравлен. Предполагается, что Ян Жижка, ученик и компаньон Яна Сокола, возможно, способствовал его смерти.

## Наследие
Ян Сокол был изображен на картине Альфонса Мухи После Грюнвальдской битвы (1924). В левой части картины на коленях стоит фигура в плаще крестоносца, а за ним стоит воин в доспехах и широком шлеме. Прямо за ним-Сокол, а слева рядом с ним-Ян Жижка.
Ян Сокол был изображен в видеоигре 2018 года Kingdom Come: Deliverance.
Внешний вид герба Яна Сокола до конца не известен. Он был описан Августином Седлачеком, но цветовая палитра неизвестна, так как сохранилась только печать на документе 1402 года.